# Bischoffen
Bischoffen é um município da Alemanha, situado no distrito de Lahn-Dill, no estado de Hesse. Tem 35,37 km² de área, e sua população em 2019 foi estimada em 3.274 habitantes.